# Giovanna Felicita Feltria della Rovere
Giovanna Felicita Feltria della Rovere, née Giovanna Felicita de Montefeltro (1463 à Urbino † 1514), est la fille du duc d'Urbino Frédéric III de Montefeltro et la sœur de Guidobaldo Ier de Montefeltro (1472-1508).

## Biographie
Giovanna Felicita de Montefeltro est l'épouse de Giovanni della Rovere, seigneur de Senigallia et capitaine général de l'Église.
En 1504, le duc Guidobaldo Ier de Montefeltro n'ayant pas d'enfant, décide de faire venir à sa cour d'Urbino son neveu, François Marie Ier della Rovere, le fils de sa sœur Giovanna, de l'adopter et d'en faire son héritier. 
À la mort prématurée de son frère, en 1508 à l'âge de 35 ans, Giovanna hérite du duché d'Urbino, qu'elle transmet à son fils, François Marie, qui succède à son oncle.

## Giovanna et les arts
Le 1er octobre 1504, Giovanna Felicita Feltria della Rovere fournit à Raphaël une lettre de recommandation pour Pier Soderini, gonfalonnier de la République florentine.